# تپه گرده
تپه گرده مربوط به عصر مس و سنگ جدید است و در شهرستان سنقر، بخش مرکزی، روستای یوسف جرد واقع شده و این اثر در تاریخ ۱۱ مرداد ۱۳۸۴ با شمارهٔ ثبت ۱۲۵۰۸ به‌عنوان یکی از آثار ملی ایران به ثبت رسیده است.